# Black Hawks de Waterloo
Les Black Hawks de Waterloo sont une franchise amatrice de hockey sur glace situé à Waterloo dans l'État de l'Iowa aux États-Unis. Elle est dans la division est de USHL.

## Historique
L'équipe a été créé en 1980.
Ils sont champions de l'USHL en 2004 et champions de la saison régulière en 2007.

## Identité de l'équipe

### Les logotypes

Logo de 1979 à 2007.
Logo de 2007 à 2014.
Logo de 2014 à 2024.
Logo depuis 2024.